# Yếu tố sản xuất
Yếu tố sản xuất là những yếu tố đầu vào được sử dụng trong sản xuất hàng hóa.

## Kinh tế học cổ điển
Kinh tế học cổ điển phân biệt các yếu tố sản xuất được sử dụng trong sản xuất hàng hóa:
- Đất hay các nguồn lực tự nhiên (tài nguyên thiên nhiên) - các sản phẩm có nguồn gốc tự nhiên chẳng hạn như đất đai và khoáng chất. Chi phí cho việc sử dụng đất là địa tô.
- Sức lao động - các hoạt động của con người được sử dụng trong sản xuất. Chi phí thanh toán cho sức lao động là lương.
- Tư bản hay vốn - Các sản phẩm do con người làm ra hay công cụ sản xuất) được sử dụng trong sản xuất các sản phẩm khác. Vốn bao gồm máy móc, thiết bị và nhà xưởng. Trong ý nghĩa chung, chi phí thanh toán cho vốn gọi là lãi suất.

Các yếu tố này lần đầu tiên được hệ thống hóa trong các phân tích của Adam Smith, 1776, David Ricardo, 1817, và sau này được John Stuart Mill đóng góp như là một phần của lý thuyết về sản xuất trong kinh tế chính trị.
Trong các phân tích cổ điển, tư bản nói chung được xem như là các vật thể hữu hình như máy móc, thiết bị, nhà xưởng. Với sự nổi lên của kinh tế tri thức, các phân tích hiện đại hơn thông thường phân biệt tư bản vật lý này với các dạng khác của tư bản chẳng hạn như "tư bản con người" (thuật ngữ kinh tế để chỉ giáo dục, kiến thức hay sự lành nghề).
Ngoài ra, một số nhà kinh tế khi nói tới các kinh doanh còn có khái niệm khả năng tổ chức, tư bản cá nhân hoặc đơn giản chỉ là "khả năng lãnh đạo" như là  yếu tố thứ tư. Tuy nhiên, điều này dường như là một dạng của sức lao động hay "tư bản con người". Khi có sự phân biệt, chi phí cho yếu tố này của sản xuất được gọi là lợi nhuận.
Học thuyết kinh tế cổ điển sau này đã được phát triển như là nền tảng cho kinh tế vi mô. Mặc dù nhiều điểm không làm việc hoàn hảo với mô hình kinh tế hiện đại vô cùng phức tạp, các học thuyết cổ điển vẫn giữ vai trò quan trọng trong kinh tế vi mô ngày nay, tuy nhiên có nhiều điểm phân biệt mà người ta cần chú ý khi đề cập tới trong các học thuyết vĩ mô hay kinh tế chính trị.
Đất trở thành tư bản tự nhiên, các khía cạnh mô phỏng của sức lao động trở thành tư bản kiến thức, các khía cạnh sáng tạo hay "cảm hứng" hoặc "tính kinh doanh" trở thành tư bản cá nhân (trong một số phân tích), và tư bản xã hội ngày càng trở nên quan trọng. Mối quan hệ cổ điển của tư bản tài chính và tư bản hạ tầng vẫn được thừa nhận như là trung tâm, nhưng đã xuất hiện các tranh luận rộng rãi về các phương thức sản xuất và các phương thức bảo hộ khác nhau, hay các "quyền sở hữu", để đảm bảo sử dụng chúng một cách tin cậy.
Khi các tranh cãi phát sinh về các vấn đề khác biệt này, phần lớn các nhà kinh tế sẽ quay trở lại với ba yếu tố cổ điển. Trong khi chưa có một học thuyết nào có thể thay đổi hoàn toàn các sự thừa nhận nền tảng của học thuyết "cánh tả" (những người theo chủ nghĩa Marx) hoặc "cánh hữu" (tân cổ điển), chủ nghĩa George là một trong những hệ thống hổ lốn của tư duy đã kết hợp cả những nền tảng tư tưởng của chủ nghĩa xã hội (mọi người có quyền bình đẳng trong việc khai thác sử dụng nguồn lực tự nhiên) trong khi vẫn duy trì chặt chẽ triết học "tự do" về quyền tuyệt đối của sở hữu tư nhân (tư hữu) trong sản xuất của mọi sức lao động của con người.

## Các trường phái khác
Các nhà kinh tế theo quan điểm của chủ nghĩa Mác và các nhà xã hội chủ nghĩa cũng nghiên cứu các khái niệm về các yếu tố sản xuất. Nhưng họ có xu hướng tách sức lao động ra khỏi các yếu tố còn lại của sản xuất, xem xét nó như là yếu tố đầu vào có ý thức và tích cực trong việc chuyển hóa nguyên liệu vật lý thô và các đầu vào khác thành các sản phẩm có giá trị sử dụng đối với người tiêu dùng và kinh doanh. Các phân tích của họ không thay đổi trên thực tế tư tưởng về các yếu tố sản xuất, mặc dù nó nhấn mạnh phương thức sản xuất, được xác định như là các yếu tố trừ đi sức lao động, trong đó nó cố gắng theo đuổi sự phân biệt với yếu tố nhân lực. 
Ngoài ra, học thuyết kinh tế chính trị theo chủ nghĩa Marx cũng phân biệt các khái niệm lịch sử của "các yếu tố sản xuất" và vai trò của chúng trong chủ nghĩa tư bản: trong hệ thống kinh tế-xã hội đó, lao động trở thành "tư bản biến đổi" được coi như là nguồn gốc của giá trị thặng dư hay lợi nhuận, trong khi các yếu tố phi-con người của sản xuất trở thành "tư bản cố định", chúng không tạo ra giá trị thặng dư ngoại trừ việc gián tiếp làm cho sức lao động trở nên có tính sản xuất hơn.
Những nhà kinh tế khác tập trung vào vai trò trung tâm của tư bản con người, cụ thể là tư bản xã hội (niềm tin cộng đồng) và tư bản kiến thức (các kiến thức và kỹ năng nghề nghiệp của người lao động) mà chúng đóng vai trò ngày càng tăng trong suốt thế kỷ 20.
Các phân tích hiện đại nhất thông thường nhắc đến từ 4 tới 7 dạng tư bản, như trong chủ nghĩa tư bản tự nhiên hay các học thuyết của tư bản tri thức. Thương hiệu trong kinh doanh cũng được nói tới như là "tư bản thương hiệu", tức một dạng đặc biệt vô hình của tư bản xã hội được thừa nhận bởi một cộng đồng lớn trong xã hội, trong các phân tích của Baruch Lev.